# Хассан аль-Амрі
Хассан аль-Амрі (араб. حسن العمري‎; 1920—1989) — єменський військовик і політичний діяч, п'ять разів очолював уряд Північного Ємену.

## Життєпис
1939 року закінчив Багдадський військовий коледж, отримавши офіцерське звання.
До Вересневої революції 1962 року був інспектором радіозв'язку королівського міністерства комунікацій. Після революції до квітня 1963 року очолював міністерство комунікацій. У квітні-червні того ж року був членом Президентської ради та головою Комітету з економічних та фінансових питань. П'ять разів очолював уряд, одночасно обіймаючи посади головнокомандувача збройних сил та міністра оборони країни.